# Turkish Championship League
Şampiyonluk Ligi (транскр. шампийонлу́к ли́ги), известная вне Турции как Turkish Championship League, иногда Turkish Champions League или TCL (в примерном переводе «лига турецкого чемпионата»), — высший уровень соревнований по League of Legends в Турции.
Прошедший в 2014 году первый сезон TCL состоял из трёх чемпионатов: зимнего, весеннего и летнего сплита, по результатам которого определялись участники Turkish Grand Finals 2014, где разыгрывалась квота на Международный турнир Wildcard 2014. Каждый сплит TCL 2014 включал регулярный сезон с участием восьми команд, шесть из которых получали путёвки плей-офф, а также становились участниками следующего сплита TCL. Гранд-финал TCL 2014 проходил в формате плей-офф до одного поражения с третьим местом, с играми до двух побед и финала до трёх побед. В нём приняли участие четыре лучшие команды из летнего сплита, и такое же число команд из квалификации.
С 2015 года за каждый цикл Чемпионата мира по League of Legends проходит два чемпионата TCL: весенний и летний сплиты, каждый из которых состоит из Турнира продвижения, регулярного сезона и плей-офф. Чемпион весеннего сплита, который проходит с января по апрель, попадает в предварительный раунд Mid-Season Invitational (с 2015 по 2016 год — в групповой этап отборочного турнира IWCI). Победитель проходящего с мая по август летнего розыгрыша TCL становится обладателем путёвки в предварительный раунд Чемпионата мира по League of Legends (до 2016 года — в групповой этап отборочного турнира).

## История

### Предыстория
В 2013 году турецкие команды по League of Legends получили возможность заработать путёвку на Season 3 League of Legends World Championship. Квота на отборочный турнир International Wildcard Tournament разыгрывалась вместе с призовым фондом в размере 60 тысяч долларов на турнире Türkiye Şampiyonu, финал которого состоялся 27 июля 2013 года в Кючюк Чифтлик Парке и собрал зрительскую аудиторию в размере 5 тысяч человек. Чемпионом турнира League of Legends Türkiye Şampiyonu 2013 стала команда «Dark Passage».

### Плей-офф
Региональные финалы TCL для отборочных турниров на Чемпионат мира по League of Legends с 2014 по 2016 год проводились исключительно на Улкер Спортс Арене — каждый раз на ней присутствовало около десяти тысяч зрителей.

## Футбольные клубы в TCL

### Бешикташ (Besiktas e-Sports Club)
20 января 2015 года футбольный клуб «Бешикташ» заключил договор с квалифицировавшейся в зимний сплит TCL 2015 командой Aces High Esports Club по League of Legends, которая в результате сделки получила название Besiktas e-Sports Club.
Besiktas e-Sports Club стал чемпионом в первом для себя сплите TCL и прошёл отбор на Mid-Season Invitational 2015, где занял последнее место.

## Список чемпионов
| Сезон          | Чемпион                  | Чемпион                  | 2-е место                | 2-е место                |
| -------------- | ------------------------ | ------------------------ | ------------------------ | ------------------------ |
| 2014 Зима      | Dark Passage             | ₺ 20,000                 | HWA Gaming               | ₺ 10,000                 |
| 2014 Весна     | Dark Passage             | ₺ 20,000                 | Wild Fire e-Sports Club  | ₺ 10,000                 |
| 2014 Лето      | Dark Passage             | ₺ 20,000                 | Team Turquality          | ₺ 10,000                 |
| 2014 Чемпионат | Dark Passage             | ₺ 60,000                 | Team Turquality          | ₺ 30,000                 |
| 2015 Зима      | Beşiktaş e-Sports Club   | ₺ 20,000                 | Dark Passage             | ₺ 10,000                 |
| 2015 Лето      | Dark Passage             | ₺ 20,000                 | Beşiktaş e-Sports Club   | ₺ 10,000                 |
| 2016 Зима      | SuperMassive eSports     | ₺ 20,000                 | Beşiktaş.Oyun Hizmetleri | ₺ 10,000                 |
| 2016 Лето      | Dark Passage             | ₺125,000                 | SuperMassive eSports     | ₺62,500                  |
| 2017 Зима      | будет определено позднее | будет определено позднее | будет определено позднее | будет определено позднее |
| 2017 Лето      | будет определено позднее | будет определено позднее | будет определено позднее | будет определено позднее |